# Theodore Ayrault Dodge
Theodore Ayrault Dodge (Pittsfield, 28 maggio 1842 – Parigi, 26 ottobre 1909) è stato un ufficiale, storico e imprenditore statunitense.
Ha combattuto durante la guerra di secessione americana sul quale ha scritto alcuni libri (The Campaign of Chancellorsville, Bird's Eye View of our Civil War). Ha anche pubblicato altri libri sulla storia militare attraverso personaggi come Annibale Barca, Alessandro Magno, Gaio Giulio Cesare, Gustavo II Adolfo di Svezia o Napoleone Bonaparte.